# Fagersjö (postort)
Fagersjö var en tidigare postort i Söderort inom Stockholms kommun, ungefärligen motsvarande den år 1932 inrättade stadsdelen Fagersjö. Den inrättades år 1907 med poststation i det dåvarande stationshuset (Nynäsbanan). Postorten upphörde 1961, då den uppgick i Farsta. Postkontoret namnändrades till Farsta 2 från den 1 juni 1961 och flyttades till Havsörnstorget. 